# Дьюла Футо
Дьюла Футо (угор. Gyula Futó, 29 грудня 1908 — 2 жовтня 1977) — угорський футболіст, що грав на позиції захисника, зокрема, за клуб «Уйпешт», а також національну збірну Угорщини.
Триразовий чемпіон Угорщини.

## Клубна кар'єра
У футболі відомий за виступами за команду «Уйпешт», кольори якої захищав протягом усієї своєї кар'єри гравця. Провів за «Уйпешт» 175 матчів.

## Виступи за збірну
За збірну Угорщини дебютував 27 травня 1934 на ЧС-1930. Всього взяв участь в семи поєдинках національної збірної протягом 1934-1937 років.
У складі збірної був учасником чемпіонату світу 1934 року в Італії де зіграв в 1/8 фіналу проти Єгипту (4-2), а гру в чвертьфіналі проти Австрії (1-2) пропустив.
Помер 2 жовтня 1977 року на 69-му році життя.

## Досягнення і нагороди
- Чемпіон Угорщини (3)

«Уйпешт»: 1932–33, 1934–35, 1938–39